# 藤原尹通
藤原 尹通（ふじわら の まさみち、永保元年（1081年） - 保安3年4月2日（1122年5月9日））は、平安時代後期の貴族。藤原南家貞嗣流、大学頭・藤原季綱の次男。官位は正五位下・左衛門権佐。

## 経歴
堀河朝の康和5年（1103年）文章得業生となるとともに、同年に生まれた春宮・宗仁親王の東宮蔵人にも補せられている。嘉承2年（1107年）対策に及第し、宗仁親王の即位（鳥羽天皇）ととも六位蔵人に任ぜられ、左衛門尉も兼ねた。翌嘉承3年（1108年）従五位下に叙せられる。
その後、安芸守や皇后宮大進を務め、この間の永久2年（1114年）正五位下に至る。保安元年（1120年）左衛門権佐に遷った。
保安3年（1122年）4月2日卒去。享年42。

## 官歴
- 承徳2年（1098年） 3月21日：給氏院学問料[1]
- 康和3年（1101年） 10月27日：見学生[2]
- 康和5年（1103年） 8月17日：東宮蔵人（東宮・宗仁親王）[3]。日付不詳：文章得業生[4]。12月29日：給料[1]
- 嘉承2年（1107年） 正月：見正六位上越前大掾[4]。正月10日：献策[1]。7月19日：六位蔵人（秀才）[5]。12月22日：左衛門尉[1]。12月25日：検非違使宣旨[1]
- 嘉承3年（1108年） 11月20日：従五位下?[6]
- 天永2年（1111年） 4月18日：見安芸守[7]
- 永久2年（1114年） 11月29日：正五位下[1]
- 永久5年（1117年） 11月23日：見安芸守皇后宮大進（皇后・令子内親王）[8]
- 保安元年（1120年） 12月14日：左衛門権佐[1]。12月19日：検非違使宣旨[1]
- 保安3年（1122年） 4月2日：卒去[9]

## 系譜
『尊卑分脈』による。
- 父：藤原季綱
- 母：藤原通宗の娘
- 妻：藤原忠季の娘
  - 男子：藤原知通（1102-1141）
  - 男子：藤原尹経
- 妻：高階基実の娘
  - 男子：藤原行通
- 妻：但馬内侍
  - 男子：尹覚
- 生母不詳の子女
  - 男子：観智
  - 男子：済玄